# Haley Paige
Haley Paige (Chihuahua, 30 dicembre 1981 – King City, 21 agosto 2007) è stata un'attrice pornografica messicana naturalizzata statunitense.

## Carriera
Entrò nell'industria pornografica nel 2000 all'età di 18 anni. Mentre viveva ancora a San Diego, all'età di diciannove anni rispose ad un annuncio per modelle di nudo su un giornale. In quel periodo lavorava presso Blockbuster ed aveva bisogno di più soldi per pagare l'affitto.
Nel 2006, la Paige fece il suo debutto nel film Virgin Territory realizzato dalla Smash Pictures. A partire dal 14 gennaio 2007, Internet Movie Database le ha accreditato un numero di performance in 284 DVD e l'Adult Web Movie Database l'ha inserita in quasi 40 siti web; pressoché introvabili video di Haley di sesso non anale.
Prima della sua partecipazione nel cinema per adulti ha lavorato come assistente di Green Party. Ha dichiarato di voler diventare una psicologa od una terapeuta sessuale quando la sua carriera fosse terminata.

## Morte
Haley Paige sparì per sette settimane e quattro giorni, prima della sua morte, insieme al suo fidanzato, il regista porno Inkyo Volt Hwang (più comunemente noto come Chico "Wanker" Wang), secondo le indiscrezioni che circolarono sul suo possibile decesso. Hwang fu arrestato il 29 giugno 2007, con l'accusa di aver minacciato Haley con una pistola, ma fu rilasciato il 3 luglio 2007.
Haley e Hwang si sposarono il 2 agosto 2007 a Las Vegas.
Il rapporto del coroner indicò che la Paige morì il 21 agosto 2007 a King City, California, dove aveva trascorso le vacanze con Hwang.
Hwang la portò al pronto soccorso del Mee Memorial Hospital quando non aveva più polso e respirazione, dove più tardi ne fu dichiarato il decesso. Il sergente Steve Miller, del King City Police Department affermò che verso le 14.30 del 21 agosto il suo dipartimento rispose ad una chiamata dal pronto soccorso del Mee Memorial per l'investigazione su una morte sospetta.
Il 22 agosto 2007 Hwang fu arrestato per il possesso di un veicolo rubato e col sospetto di omicidio, ma le accuse furono respinte e fu rilasciato il 24 agosto.
Adult Video News riportò delle indiscrezioni per il quale Haley morì a causa di un'overdose di eroina. Un portavoce dell'ufficio del coroner di Monterey County ha dichiarato che Haley non ebbe alcune tracce di uso di droga, sebbene l'overdose da eroina potrebbe non essere esclusa. Sgt. Steve Miller svelò che Hwang fu implicato nella sua morte.
Gli esami tossicologici più tardi risultarono negativi a tutto tranne una minima quantità di metadone. Secondo il coroner di Monterey County (che preparò il rapporto), la sua causa di morte è stata archiviata come indeterminata; ma, trattandosi di una persona che in passato avrebbe avuto a che fare con la droga, anche una piccola quantità di metadone potrebbe essere stata letale.
Il cadavere di Hwang fu più tardi ritrovato in una stanza ad un Economy Inn a Morgan Hill, California il 29 settembre 2007. La sua morte fu considerata "non sospetta" dagli investigatori di polizia di Morgan Hill.

## Riconoscimenti
- XRCO Award
  - 2006 – Unsung Siren[10]

## Filmografia

### Attrice
- Chocolate Oral Delights 5 (2002)
- Real XXX Letters 2 (2002)
- 12 on One 1 (2003)
- 5 Guy Cream Pie 6 (2003)
- Ass Cream Pies 4 (2003)
- Babysitter 15 (2003)
- Bang Van 1 (2003)
- Barely 18 5 (2003)
- Barely Legal 38 (2003)
- Barely Legal Summer Camp 1 (2003)
- Blastrovan 2 (2003)
- Butt Cream Pie 2 (2003)
- Chica Boom 21 (2003)
- Cream Pie 28 (2003)
- Cum Filled Throats 5 (2003)
- Cumstains 2 (2003)
- Deep Cheeks 9 (2003)
- Deep Throat This 13 (2003)
- Double Play 1 (2003)
- E-love Wanted (2003)
- Gag Factor 13 (2003)
- Hi-teen Club 4 (2003)
- Hot Showers 12 (2003)
- Inside Shooters 2 (2003)
- Jack's Playground 5 (2003)
- Jonni Darkko's Anal Perversions 1 (2003)
- Kelly the Coed 16 (2003)
- Latin POV 2 (2003)
- Lewd Conduct 19 (2003)
- Lingerie 2 (2003)
- Load In Every Hole 7 (2003)
- Look What's Up My Ass 2 (2003)
- Mr. Pete's POV Perversions (2003)
- Naughty Bedtime Stories 2 (2003)
- Nineteen Video Magazine 51 (2003)
- On Location With Simon Wolf's Naughty Bedtime Stories 2 (2003)
- Orgy Angels 1 (2003)
- Performing Ass (2003)
- Pop That Cherry 4 (2003)
- POV Pervert 1 (2003)
- Pussyman's Hollywood Harlots 3 (2003)
- Real XXX Letters 4 (2003)
- School of Cock (2003)
- Sex Machines 2 (2003)
- Shane's World 34: Miami (2003)
- Smokin Pole (2003)
- Sodomy Cream Pies (2003)
- Spring Chickens 6 (2003)
- Squirting Illustrated 8 (2003)
- Sweet Teens and Black Cocks 4 (2003)
- Teacher's Pet 7 (2003)
- Teen Meat 1 (2003)
- Teen Power 3 (2003)
- Teen Spirit 5 (2003)
- Teenage Sex Kittens 12 (2003)
- There's Something About Jack 28 (2003)
- Wet Teens 2 (2003)
- Wet Undies 2 (2003)
- Young Girls' Fantasies 2 (2003)
- Young Sluts, Inc. 13 (2003)
- Young Tight Latinas 5 (2003)
- 1000 Facials 4 (2004)
- A2M 4 (2004)
- Acting Out (2004)
- Adventure Sex 2 (2004)
- Almost Jailbait 1 (2004)
- Altered Assholes 2 (2004)
- Anal Retentive 1 (2004)
- Anal Trainer 8 (2004)
- Army of Ass 7 (2004)
- Ass 2 Mouth 2 (2004)
- Ass Driven 1 (2004)
- Ass Fanatics 1 (2004)
- ATM Machine 4 (2004)
- Barely 18 9 (2004)
- Beef Eaters 1 (2004)
- Bet Your Ass 1 (2004)
- Big Tease 1 (2004)
- Blow Me Sandwich 6 (2004)
- Body Shock (2004)
- Boob Bangers 1 (2004)
- Buttman's Tales From the Crack (2004)
- Cameltoe Perversions 1 (2004)
- Cheeks 14 (2004)
- Cindy's Way 4 (2004)
- Cumstains 5 (2004)
- Delusions (2004)
- Devil's Playground (2004)
- Diary of an Orgy (2004)
- Dirty Girlz (2004)
- Don't Tell Mommy 4 (2004)
- Double Decker Sandwich 4 (2004)
- Double Stuffed 3 (2004)
- Dream Teens 1 (2004)
- Droppin' Loads 3 (2004)
- Early Entries 3 (2004)
- Elastic Assholes 2 (2004)
- Extreme Behavior 4 (2004)
- F to the A 2 (2004)
- Filthy Things 1 (2004)
- Fine Ass Babes 1 (2004)
- First Offense 3 (2004)
- Fistful Of Musketeers (2004)
- Forgetting The Girl (2004)
- Fuck My Ass -n- Make Me Cum 1 (2004)
- Getting Personal (2004)
- Girl Crazy 4 (2004)
- Girls Home Alone 22 (2004)
- Girls Playing 1 (2004)
- Greased Lightning (2004)
- Haley Paige AKA Filthy Whore (2004)
- Here Cum the Brides 1 (2004)
- Home Wreckers (2004)
- Hot and Spicy Latinass 2 (2004)
- Housekeeper (2004)
- Innocence Baby Blue (2004)
- Kelly the Coed 18: Road Trip (2004)
- Key Party (2004)
- Kira At Night (2004)
- Legal Tender 1 (2004)
- Les Perversions 3 (2004)
- Let Me Taste It 3: Double Dippers (2004)
- Love Sucks (2004)
- Mad Skillz (2004)
- Marked For Anal 1 (2004)
- Mary Carey Rules 3 (2004)
- Masturbation Mania (2004)
- Mirage (2004)
- More Dirty Debutantes 286 (2004)
- Muff 1 (2004)
- News Girl (2004)
- Ole' In And Out 1 (2004)
- Open For Anal 1 (2004)
- Out of Control (2004)
- Over Her Head (2004)
- Perfect Secretary (2004)
- Photographic Mammaries 2 (2004)
- Pillow Talk (2004)
- Pop 2 (2004)
- Powershots 1 (2004)
- Private Xtreme 15: Ass Games (2004)
- Puss 'n Boots (2004)
- Pussy Playhouse 8 (2004)
- Real XXX Letters 8 (2004)
- Ripe for the Pipe 1 (2004)
- Rock Hard 1 (2004)
- Sex Brat (2004)
- Share the Load 1 (2004)
- Sorority Splash 1 (2004)
- Sorority Splash 2 (2004)
- Space 2077 (2004)
- Sperm Smiles 1 (2004)
- Stick It in My Face 2: That Dick Ain't Gonna Suck Itself (2004)
- Stone Cold 1 (2004)
- Straight To The Sphincter 2 (2004)
- Teen Cum Squad 2 (2004)
- Tits Ahoy 1 (2004)
- University Coeds Oral Exams 14 (2004)
- Uranus or Bust (2004)
- Voracious 1 (2004)
- Warning I Fuck On The First Date 2 (2004)
- Welcome to the Valley 1 (2004)
- Wet Brunettes 2 (2004)
- When The Boyz Are Away The Girlz Will Play 14 (2004)
- Who's Your Daddy 6 (2004)
- Wild Youth (2004)
- Winkers 1 (2004)
- YA 31 (2004)
- Young Girls' Fantasies 7 (2004)
- 1 Dick 2 Chicks 4 (2005)
- 2 on 1 22 (2005)
- 20 Teens Who Like To Suck Cocks (2005)
- Afterhours: Penny Flame (2005)
- American Cream Pie 1 (2005)
- Anal Romance 2 (2005)
- Anal Supremacy 2 (II) (2005)
- Anal Xcess 1 (2005)
- Analogy 2 (2005)
- Ass Fucked 3 (2005)
- Ass Fukt 2 (2005)
- Ass Whores from Planet Squirt 1 (2005)
- Assassin 3 (2005)
- Asstronomical (2005)
- Assylum (2005)
- Babes Illustrated 16 (2005)
- Bad News Bitches 1 (2005)
- Bang It (2005)
- Barefoot Confidential 36 (2005)
- Barely Legal Corrupted 3 (2005)
- Barely Legal Innocence 3 (2005)
- Beach Patrol (2005)
- Beautiful / Nasty 3 (2005)
- Belladonna's Do Not Disturb (2005)
- Best of Cameltoe Perversions (2005)
- Big Tits Tight Slits (2005)
- Big Toys No Boys 3 (2005)
- Blue Light (2005)
- Body Language (2005)
- Butt Licking Anal Whores 1 (2005)
- Capital Punishment (2005)
- Caught in the Act (2005)
- Creamy Ass Pies (2005)
- Cum Lust (2005)
- Devon: Decadence (2005)
- Double Dippin (2005)
- Dragginladies: Haley and Shy (2005)
- Dragginladies: Haley Paige (2005)
- Drunk on Cum (2005)
- Electrical Bondage Orgasms (2005)
- Face Fucked 1 (2005)
- Fan Sexxx: Purple Passion (2005)
- Feels Like Love (2005)
- Fine Ass Bitches 1 (2005)
- Fleshbacks (2005)
- Frank Wank POV 5 (2005)
- Fuck Me Like the Whore That I Am (2005)
- Gag on This 1 (2005)
- Girls Hunting Girls 7 (2005)
- Girls Suck 1 (2005)
- Grin And Bare-it (2005)
- Grudge Fuck 3 (2005)
- Guilty Pleasures (2005)
- Hand Job Hunnies 8 (2005)
- Her First Anal Sex 4 (2005)
- Hot Rides (2005)
- I Love 'em Natural 2 (2005)
- In Your Face 1 (2005)
- Innocence Ass Candy (2005)
- Intensitivity 6 (2005)
- Jack's Teen America 4 (2005)
- Jon Dough's Favorite Blow Jobs (2005)
- Kick Ass Chicks 20: Haley (2005)
- Lap Dance Gone Bad (2005)
- Lascivious Latinas 2 (2005)
- Latina Anal Assault 1 (2005)
- Lauren Phoenix's Fuck Me (2005)
- Les' Be Friends (2005)
- Lick Clique (2005)
- Lick It Up 2 (2005)
- Lusty Legs 4 (2005)
- Mad At Daddy 2 (2005)
- Man's Best Friend (2005)
- Mexxi-melts 1 (2005)
- My First Blowjob (2005)
- My Hero (2005)
- Nasty Hard Sex 3 (2005)
- Naturally Stacked 1 (2005)
- New Neighbors (2005)
- No Swallowing Allowed 5 (2005)
- North Pole 55 (2005)
- Not Too Young For Cum 2 (2005)
- Only Handjobs 1 (2005)
- Only in America (2005)
- Perfect Date (2005)
- Pick and Fuck (2005)
- POV Pervert 5 (2005)
- Prisoner (2005)
- Pussy Playhouse 10 (2005)
- Put It Wherever 1 (2005)
- Rack 'em Up 2 (2005)
- Riveted Rectums 3 (2005)
- Rock Hard 2 (2005)
- Rub My Muff 2 (2005)
- Sack Lunch 1 (2005)
- Scenario (2005)
- Scorpio Rising (2005)
- Sex Pix (2005)
- Sexual Karma (2005)
- Shut Up And Fuck Me 1 (2005)
- Slap Happy 10 (2005)
- SoCal Coeds 1 (2005)
- Soloerotica 8 (2005)
- Spunk'd (2005)
- Swine's POV (2005)
- Taboo 5 (2005)
- Teach Me How to Fuck 3 (2005)
- Teen Sneakers 2 (2005)
- Totally Fucked Anal Edition (2005)
- Uncle Buck (2005)
- Villa (2005)
- Virgin Stories 20 (2005)
- Wishful Thoughts (2005)
- Young Girls' Fantasies 9 (2005)
- Young Wet Bitches 1 (2005)
- 2 Slits For Every Prick (2006)
- All Star Anal (2006)
- Anal Bandits 2 (2006)
- Anal Mania (2006)
- Barely Legal My 1st Job (2006)
- Be My Bitch 2 (2006)
- Belladonna's Evil Pink 2 (2006)
- Blow Me 4 (2006)
- Butt Licking Anal Whores 2 (2006)
- By Appointment Only 1 (2006)
- Class Reunion 3 (2006)
- Crank Shaft 1 (2006)
- Cum Craving Cock Suckers (2006)
- Cum Rain Cum Shine 2 (2006)
- Cumstains 7 (2006)
- Da Vinci Load 1 (2006)
- Dirt Bags 2 (2006)
- Disturbed 5 (2006)
- Down the Hatch 20 (2006)
- Fade to Black 2 (2006)
- Fast Times at Naughty America University 3 (2006)
- Finger Licking Good 3 (2006)
- Flirting And Squirting (2006)
- Foot Job (2006)
- Forbidden Fantasies (2006)
- Gangbang Auditions 19 (2006)
- Girl Power (2006)
- Girls of Amateur Pages 11 (2006)
- Goo 4 Two 3 (2006)
- Handjob Hunnies 1 (2006)
- Hottest Teens On The Planet (2006)
- Housewives Need Cash (2006)
- I Love Anal 1 (2006)
- Incredible Expanding Vagina (2006)
- Innocent Desires 4 (2006)
- Intimate Invitation 5 (2006)
- Joanna Angel's Guide 2 Humping (2006)
- Latina Fuckholas 2 (2006)
- Latina Fuckholas 3 (2006)
- Lewd Conduct 28 (2006)
- Lickable Lovable Fuckable Tits (2006)
- Lip Lock My Cock 2 (2006)
- Mexicum (2006)
- Mind Blowers 6 (2006)
- Mouth 2 Mouth 6 (2006)
- Mouth 2 Mouth 8 (2006)
- My Sister's Hot Friend 2 (2006)
- Naturals 1 (2006)
- Naughty Bookworms 2 (2006)
- No Swallowing Allowed 9 (2006)
- Nymphos in Nylons (2006)
- Office Whores Behind Closed Doors (2006)
- Panty Party 3 (2006)
- Penetration 11 (2006)
- Pool Party (2006)
- POV Handjobs (2006)
- Power Lines (2006)
- Private Fantasies 4 (2006)
- Romantic Rectal Reaming 1 (2006)
- Rub My Muff 6 (2006)
- Searching For: The Anal Queen 3 (2006)
- Silent Night (2006)
- Sleeping Around (2006)
- Smother Sisters (2006)
- Sperm Sponges 1 (2006)
- Swallow Myne (2006)
- Syrens Of Sex (2006)
- Talk Dirty to Me (2006)
- Teen Anal Lovers (2006)
- To Die For (2006)
- Two for One (2006)
- Un-natural Sex 19 (2006)
- Up in the Club: New York (2006)
- Virgin Patrol 2 (2006)
- Virgin Territory (2006)
- Wild Fuck Toys 5 (2006)
- World Poke Her Tour (2006)
- X-Cheerleaders Gone Fuckin' Nuts 1 (2006)
- Abominable Black Man 6 (2007)
- Apprentass 7 (2007)
- Ass Tripping (2007)
- Asspocalypto (2007)
- Behind Closed Doors (2007)
- Big Natural Titties 3 (2007)
- Boning Bonita Chicas (2007)
- Booty Annihilators 1 (2007)
- Chicks Gone Wild 3 (2007)
- College Wild Parties 9 (2007)
- Cum on Baby Bite My Wire 1 (2007)
- Dirty Pretty Lies (2007)
- Double Penetrations (2007)
- Fresh Off the Bus 4: Barely Legal Babysitters (2007)
- From My Ass to My Mouth 2 (2007)
- House of Ass 6 (2007)
- Jenna Haze's Girl Diaries (2007)
- Lesbian Tutors 3 (2007)
- Ms. GoodPussy 1 (2007)
- Please Help Me with My Tight Ass (2007)
- Potty Mouth (2007)
- Rub My Muff 12 (2007)
- Sex Games (II) (2007)
- Sexual Indulgence (2007)
- Shane Diesel's Fucking Adventures 1 (2007)
- Sorority Ass Jammers 3 (2007)
- Teen MILF 1 (2007)
- Un-Natural Sex 20 (2007)
- All in the Family (2008)
- All Lubed Up (2008)
- Big Rack Attack 5 (2008)
- Club Head (2008)
- Cocksicle (2008)
- Dick Loving School Girls (2008)
- Don't Look Now But There's a Cock in Your Ass (2008)
- Fuck My Teen Pussy (2008)
- Lies Sex And Videotape (2008)
- Load Warriors 1 (2008)
- Nurses in Training (2008)
- Pass It On (2008)
- Teen Coochie Chaos (2008)
- Teenage Wasteland 1 (2008)
- Un-Original Brand Cocksicle (2008)
- Breast of All Time (2009)
- Cream Girls (2009)
- Cum Aholixxx (2009)
- Lil Miss Sunshine 3 (2009)
- Re-Visiting Uranus (2009)
- 3 for All (2010)
- Baby I Wanna Cum for You 1 (2010)
- Go Big Or Go Home (2010)
- Hot Muff Divers 3 (2010)
- Playgirl's Hottest Country Loving (2010)
- BJ Suck-A-Thon (2011)
- Extreme Anal (2011)
- Gang Affiliated (2012)
- Gina Lynn: Big Tit Cock Jerking MILFs (2012)
- Paranormal Cracktivity: Haunted MILFs (2012)
- Precious Brides (2012)
- Purely Anal MILFs 14 (2012)
- Happy Cock Happy Pussy (2013)
- Please Park It In My Rear 2 (2013)
- Return of the CFNM 2 (2013)
- Pussy on Pussy Orgy (2014)
- Red Hot Sex Sampler 8 (2014)
- Teen Fuck Holes 12 (2014)

### Regista
- Virgin Territory (2006)